# 나가오 하루카게
나가오 하루카게(일본어: 長尾晴景)는 센고쿠 시대의 무장이다. 에치고(越後)의 센고쿠 다이묘(戰國大名)이자, 에치고의 슈고다이(守護代)였다.

## 슈고다이를 계승
어려서 주군 우에스기 사다자네(上杉定実)의 양자가 된다. 헨기로 사다자네에게서 사다(定) 자를 받아 사다카게(定景)라고 이름을 고치고 사다자네의 딸과 결혼했다. 후에 무로마치 막부 쇼군 아시카가 요시하루(足利義晴)에게서 헨기로 하루(晴) 자를 받아 하루카게(晴景)라는 이름을 쓰게 된다. 1536년에 아버지 다메카게로부터 가독을 이어받아 가스가 산성 성주가 된다.
아버지 다메카게와 달리 온건 정책을 취해, 영내의 고쿠진과의 융화를 꾀했다. 에치고의 쟁란을 진정시키는 데에는 어느 정도 성공했지만, 주군인 에치고 슈고 우에스기 사다자네가 다테 가문에게서 양자를 들이는 문제(덴분의 난)로 에치고 국내가 어지러울 때에 나카조 씨 등의 고쿠진들을 제압하지 못하였다. 다테 가문의 내분 덕분에 슈고 우에스기 가문의 복권은 저지되었지만, 구로다 히데타다(黑田秀忠) 등이 반란을 일으켜 에치고 국내의 정세는 점점 불온해진다.

## 친동생 가게토라의 대두
이러한 와중에 불문에 입문해 있던 동생 나가오 도라치요(나가오 가게토라, 나중에 우에스기 겐신)이 환속하여 도치오 성 성주가 되어, 반란을 진압하여 가문 내에서 명성을 드높이자 가신 일부 사이에서 가게토라의 옹립을 바라게 되어(하루카게의 아들 사루치요는 요절하였다) 나가오 가문은 분열의 위기를 맞이한다.
그리하여 1548년에 사다자네의 중개로 가게토라에게 가독을 물려주고 은거한다. 1553년 2월 10일에 사망했다(향년 42세).
병약한 인물인 점이 겐신의 글 외에 여러 사료에서 전해지고 있다. 또 후대의 일부 사서에는 가게토라가 하루카게를 살해하고 가독을 빼앗았다는 기술도 있는데, 많은 사료와 다른 점이 있어서 창작이라고 보는 견해가 일반적이다.